# Orde van elzenbroekbossen
De orde van elzenbroekbossen (Alnetalia glutinosae) is een orde uit de klasse van elzenbroekbossen (Alnetea glutinosae). De orde omvat broekbossen in mesotrofe tot meso-eutrofe beekdalen en laagveengebieden die gedomineerd worden door zwarte els en zeggen.

## Naamgeving en codering
- Syntaxoncode voor Nederland (rVvN): r42A
- BWK-karteringscode: vm

De wetenschappelijke naam Alnetalia glutinosae is afgeleid van de botanische naam van de belangrijkste kensoort van de klasse, de zwarte els (Alnus glutinosa).

## Kenmerken
Voor de kenmerken van deze orde, zie de klasse van elzenbroekbossen.

## Onderliggende syntaxa in Nederland en Vlaanderen
De orde van elzenbroekbossen wordt in Nederland en Vlaanderen vertegenwoordigd door maar één verbond.
- - verbond van elzenbroekbossen (Alnion glutinosae)
    - moerasvaren-elzenbroek (Thelypterido-Alnetum)
    - elzenzegge-elzenbroek (Carici elongatae-Alnetum)

## Diagnostische taxa voor Nederland en Vlaanderen
De orde van elzenbroekbossen heeft voor Nederland en Vlaanderen geen specifieke kensoorten. Voor een overzicht van de voornaamste ken- en begeleidende soorten van de klasse, zie de klasse van elzenbroekbossen.

## Fotogalerij

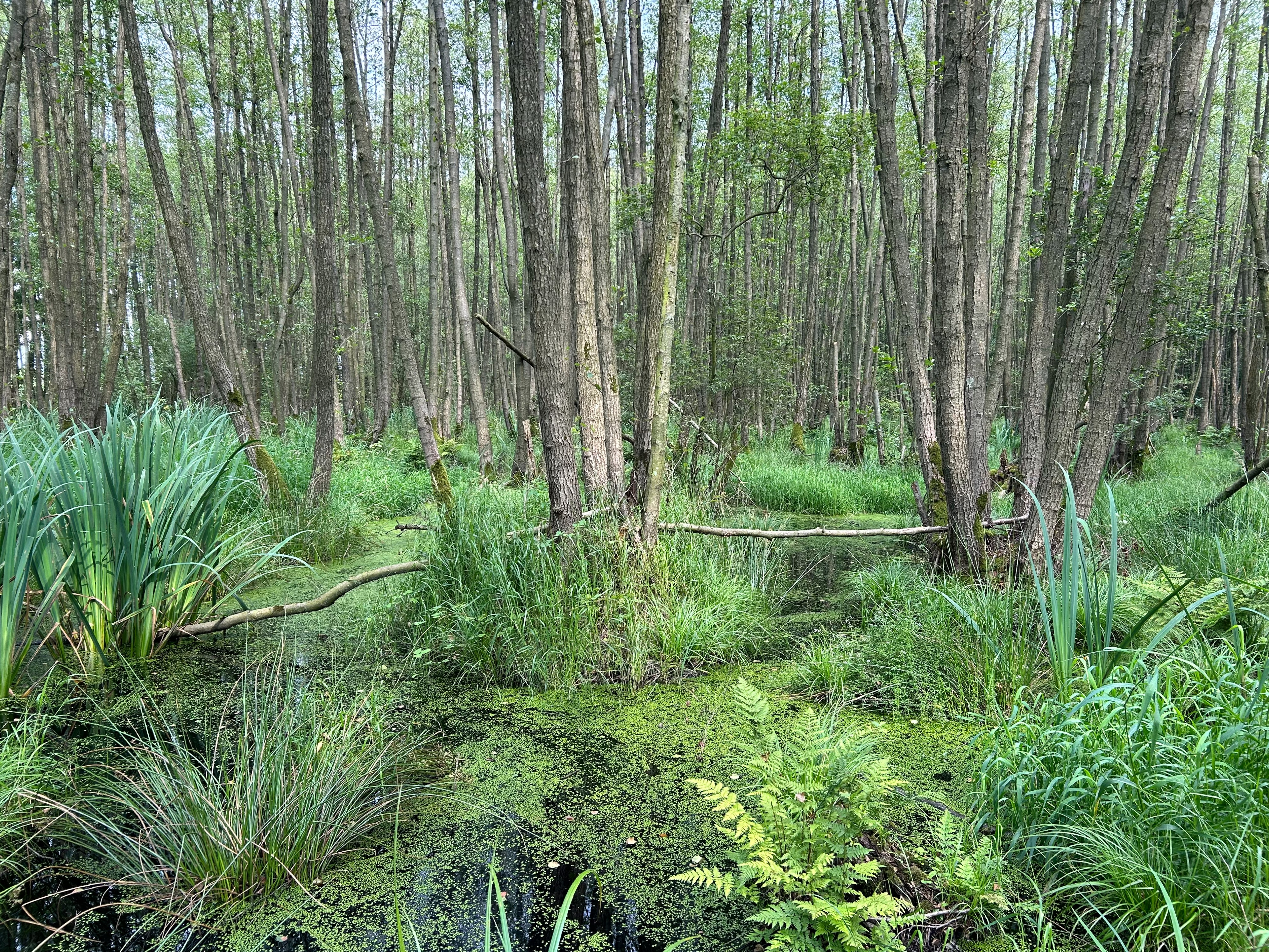
Zomeraspect van het elzenzegge-elzenbroek
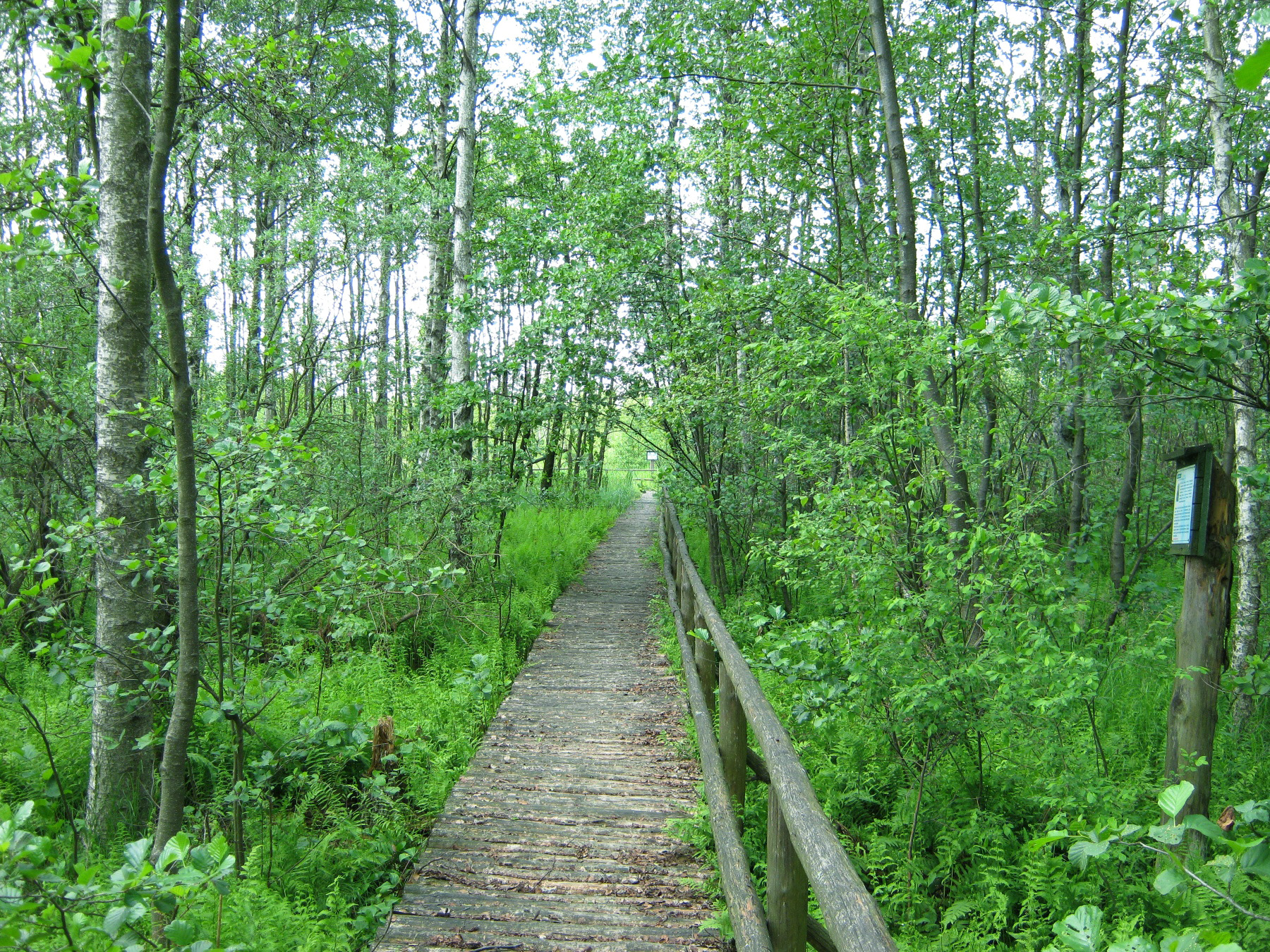
Een vlonderpad door een moerasvaren-elzenbroek